# Rue Lacordaire (Nancy)
Pour les articles homonymes, voir Rue Lacordaire.
La rue Lacordaire est une voie de la commune française de Nancy, située au sein du département de Meurthe-et-Moselle, en région Lorraine.

## Situation et accès
La rue Lacordaire, d'une direction générale nord-est - sud-ouest, est comprise au sein de la Ville-neuve, et appartient administrativement au quartier Charles III - Centre Ville.
Elle relie la rue Sainte-Anne à la Rue Jeannot, sans croiser d'autres voies. Bordée par quatre numéros d'immeubles, elle parcourt cinquante-cinq mètres.
La chaussée routière est à sens unique sud-ouest - nord-est sur toute la longueur de l'artère, une priorité marquant la fin de la voie à l'intersection avec la rue Jeannot. La chaussée est bordée du côté pair de la rue par une rangée de places de stationnement.

## Origine du nom
Elle tient son nom d'Henri Lacordaire (1802-1861), prédicateur dominicain français du XIXe siècle.

## Historique
Cette voie créée au début du XVIIe siècle, portait auparavant le nom de « rue Crevaux ». Elle avait été baptisée ainsi le 24 mars 1889 sur une suggestion de la Société de géographie, pour prendre le nom de Jules Crevaux, explorateur mort quelques années plus tôt et natif de la région (Lorquin).
À cette époque, c'était une autre voie, longeant la nef de l'église Saint-Fiacre, qui était connue comme la « rue Lacordaire ». Leurs dénominations respectives furent permutées par un arrêté municipal du 13 avril 1943, afin que le nom d'Henri Lacordaire puisse être donné à la rue jouxtant le couvent de Dominicains qu'il avait fondé un siècle plus tôt.

## Bâtiments remarquables et lieux de mémoire
- No 4 : couvent des Dominicains de Nancy.